# Notopleura saharica
Notopleura saharica är en insektsart som beskrevs av Krauss 1902. Notopleura saharica ingår i släktet Notopleura och familjen gräshoppor. Inga underarter finns listade i Catalogue of Life.